# Bijedići
Bijedići (en serbe cyrillique: Биједићи) est un village du nord-est du Monténégro, dans la municipalité de Bijelo Polje.

## Démographie

### Évolution historique de la population
| 1948 | 1953 | 1961 | 1971 | 1981 | 1991 | 2003 |
| ---- | ---- | ---- | ---- | ---- | ---- | ---- |
| 199  | 156  | 178  | 170  | 159  | 127  | 100  |